# 아케사카 사토미
아케사카 사토미(일본어: 明坂 聡美, 1988년 1월 2일 (음력 1987년 11월 13일) ~ ) 일본의 성우이다. 아뮤레토 소속.

## 이력
- 2001년 소녀만화잡지 나카요시에서 주최한 오디션에 합격하여 연예계에서 활동하게 된다.
- 2004년 애니메이션 연풍을 시작으로 성우로 활동.
- 뮤지컬 갤럭시 앤젤에서 바닐라 앗슈 역을 맡은 걸 계기로 갤럭시 앤젤II에서 나노나노 푸딩 역을 맡아 인기를 얻었다.
- 2005년 연극 스쿨럼블에서 함께 출연한 이들과 함께 그룹 COACH☆를 결성하여 활동했다(현재는 해산).
- 2004년 스페이스 크래프트에 소속되어 있다가 2011년 아뮤레토로 이적했다.

## 출연작

### TV 애니메이션
2004년
- 연풍 (안자이 후타바)

2005년
- 스즈카 (후지카와 미호)

2006년
- 갤럭시 앤젤룬 (나노나노 푸딩)
- 히마와리 (사쿠라)
- 연금3급 매지컬포캉 (테츠코)
- 가정교사 히트맨 리본 (크롬 도쿠로 (나기) )

2007년
- 니노미야군에게 애도를 (아야카와 히나코)
- 러키☆스타 (히이라기 마츠리)

2008년
- 캐릭캐릭 체인지 (마나미, 펄, 히메노 코토네)
- 오늘의 5학년 2반 (아사노 유키)

2010년
- 쓰리몬 (마루이 후타바)
- 탐정 오페라 밀키 홈즈 (아르세느)

2011년
- 쓰리몬 2기 (마루이 후타바)
- 레벨E (에도가와 미호)
- 전국소녀 ~복숭아빛 파라독스~ (도쿠가와 이에야스)
- 소프테니 (후유카와 크루스)

2012년
- 인류는 쇠퇴했습니다 (요정씨)
- 프리티 리듬 디어 마이 퓨처 (채경)

2013년
- 찾아보자! 부활동 (사토 히나)

2014년
- 찾아보자! 부활동 앙코르 (사토 히나)
- 아카메가 벤다! - (에스데스)
- 유희왕 ARC-V - (아유카와 아유)

2015년
- 로봇 걸즈 Z+ (피쿠도론)
- 찾아보자! 부활동 스핀오프 푸루푸룬 샤름과 놀자 (사토 히나)

2020년
- 무효와 로지의 마법률상담사무소 2기 (쿠로토리 리오)

### 극장판 애니메이션
2017년
- 걸즈 앤 판처 최종장 제1화

2018년
- K SEVEN STORIES LOST Small World ~우리 저편에~ (후시미 키사)

### OVA
2008년
- 절대충격 ~Platonic Heart~(혼마 나츠메)

2012년
- 소녀는 언니를 사랑한다 OVA ~ 두 사람의 엘더 ~ (니시나 에리)

### 연극/뮤지컬
- 뮤지컬 갤럭시 앤젤 (바닐라 앗슈)
- 연극 수퍼 연극 스쿨럼블 ~하리마군은 원숭이야!~ (츠카모토 야쿠모)

### 게임
- 갤럭시 앤젤II (나노나노 푸딩)
- ASH -ARCHAIC SEALED HEAT- (아이샤)
- PS3 - 메루루의 아틀리에 (메루루)
- BanG Dream! 시로카네 린코 (초기)

### 라디오
- 라디오 닷아이 아케사카 사토미의 희미한 smile☆ (인터넷 라디오)
- 갤럭시 앤제룽(팰퍽피팬페풍으로 이름 변경) (인터넷 라디오)
- 아케사카 사토미의 초라지! Girls (분카방송 초!A&G+, 2008년 4월 10일 - 2010년 9월 29일)